# Fran Milčinski
Fran Milčinski (3. prosince 1867, Lož – 24. října 1932, Lublaň), pseudonymem: Fridolin Žolna, byl slovinský právník, vypravěč a dramatik.

## Život
Milčinski pocházel z úřednické rodiny, po absolvování gymnázia vystudoval práva ve Vídni. Jako soudce působil v Idriji, Lublani a Záhřebu, po odchodu do důchodu působil jako advokát. V roce 1910 se oženil s Marií Krejči a měl čtyři děti.

## Dílo
V první řadě byl humorista a satirik. Ve svých spisech zesměšňoval slovinské maloměšťácké prostředí, vysmíval se úřednictvu, politickým a společenským poměrům, nevhodné rodinné výchově, do sebe zahleděným literátům, přehnanému vojenskému chování atd. Vydal spoustu kratších i delších humoristicko-satirických textů v různých časopisech, mnoho z nich rovněž sebral a vydal v knižní podobě: Igračke, Muhoborci, Gospod Fridolin Žolna in njegova družina, Tokraj in onkraj Sotle in tam preko.

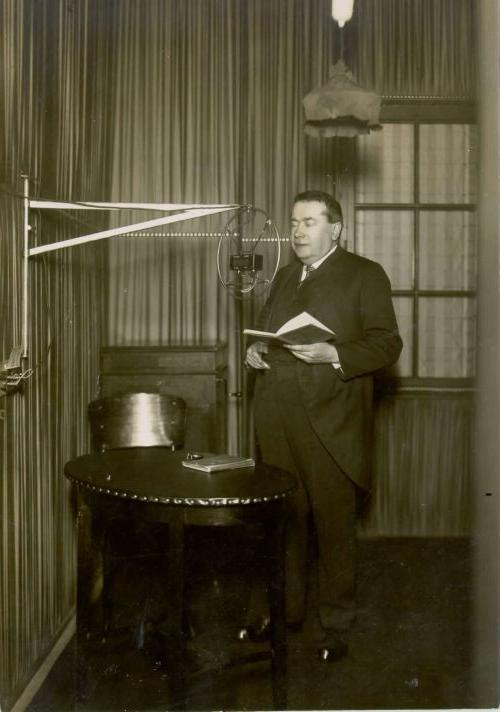
Fran Milčinski (1867-1932)

Nejznámější je jeho sbírka humoresek o Butalcích. Jelikož jako soudce pro mladistvé dobře poznal těžkosti a trápení dětí, povídkou Ptički brez gnezda upozornil na jejich zanedbávání. Napsal rovněž velké množství umělých pohádek (Pravljice, Tolovaj Mataj in druge slovenske pravljice atd.). Kromě toho psal i dramatická díla, nejúspěšnější byla ta zaměřená na mladé: Volkašin, Mogočni prstan.

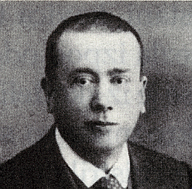
Fran Milčinski

### Humoristická próza
- Muhoborci (1912)
- Mladih zanikrnežev lastni životopisi (1912)
- Ptički brez gnezda (1912)
- Gospod Fridolin Žolna in njegova družina (1923)
- Dvanajst kratkočasnih zgodbic (1924)
- Tokraj in onkraj Sotle in tam preko (1925)
- Gospodična Mici (1930)
- Jaz sem jaz
- Butalci

### Pohádky
- Pravljice (1911)
- Tolovaj Mataj in druge slovenske pravljice (1917)
- Zgodbe kraljeviča Marka (1923)

### Dramatické hry
- Kratkočasna igra o prostoru za Prešernov spomenik (1904/1905)
- Iz devete dežele (1908)
- Volkašin (1913)
- Mogočni prstan (1923)